# Sainte-Geneviève-lès-Gasny
Sainte-Geneviève-lès-Gasny es una localidad y comuna francesa situada en la región de Alta Normandía, departamento de Eure, en el distrito de Les Andelys y cantón de Écos.
Durante la Revolución se la denominó La Vallée-sur-Gasny.

## Demografía
| 211 | 191 | 205 | 198 | 168 | 181 | 158 | 158 | 182 | 180 | 172 | 176 | 157 | 149 | 135 | 129 | 126 | 135 | 132 | 124 | 123 | 133 | 171 | 184 | 165 | 180 | 191 | 184 | 298 | 387 | 732 | 698 |
| Para los censos de 1962 a 1999 la población legal corresponde a la población sin duplicidades (Fuente: INSEE [Consultar]) |     |     |     |     |     |     |     |     |     |     |     |     |     |     |     |     |     |     |     |     |     |     |     |     |     |     |     |     |     |     |     |

## Administración

### Alcaldes
- Desde marzo de 2008: Marcel Beny
- De marzo de 2001 a marzo de 2008: Gilbert Brouard

### Organismos intercomunales
Sainte-Geneviève-lès-Gasny está integrada en la Communauté d'agglomération des Portes de l'Eure. Además, y para facilitar la prestación de servicios, forma parte de algunos sindicatos intercomunales: 
- Syndicat intercommunal de gestion et de construction des équipements sportifs de Vernon
- Syndicat de l'électricité et du gaz de l'Eure (SIEGE)
- Syndicat intercommunal et interdépartemental de la vallée de l'Epte (SIIVE)
- Syndicat intercommunal de l'aérodrome d'Etrépagny Gisors

### Riesgos
Según la prefectura de Eure, los riesgos mayores de la comuna son los de inundación .